# Henriqueta da Bélgica
Henriqueta Maria Carlota Antonieta da Bélgica (Bruxelas, 30 de novembro de 1870 — Sierre, 28 de março de 1948)  foi princesa da Bélgica e duquesa da Saxônia por nascimento, e duquesa de Vendôme pelo seu casamento com Emanuel de Orleães, Duque de Vendôme.

## Família
Josefina foi a primeira filha e segunda criança nascida do príncipe Filipe, Conde de Flandres e da princesa Maria Luísa de Hohenzollern-Sigmaringen. Os seus avós paternos eram o rei Leopoldo I da Bélgica e Luísa Maria de Orleães. Os seus avós maternos eram o príncipe Carlos Antônio de Hohenzollern e Josefina de Baden.
Ela teve quatro irmãos, entre eles o rei Alberto I da Bélgica, marido de Isabel da Baviera.

## Biografia
Aos 25 anos de idade, a princesa Henriqueta casou-se com o príncipe Emanuel, Duque de Vendôme, de 24 anos, no dia 12 de fevereiro de 1896, no Palácio Real de Bruxelas. Ele era filho de Fernando d'Orleães, duque d'Alençon e de Sofia Carlota da Baviera.
O casal residia em Neuilly-sur-Seine, na Ilha de França, e teve quatro filhos, três meninas e um menino.

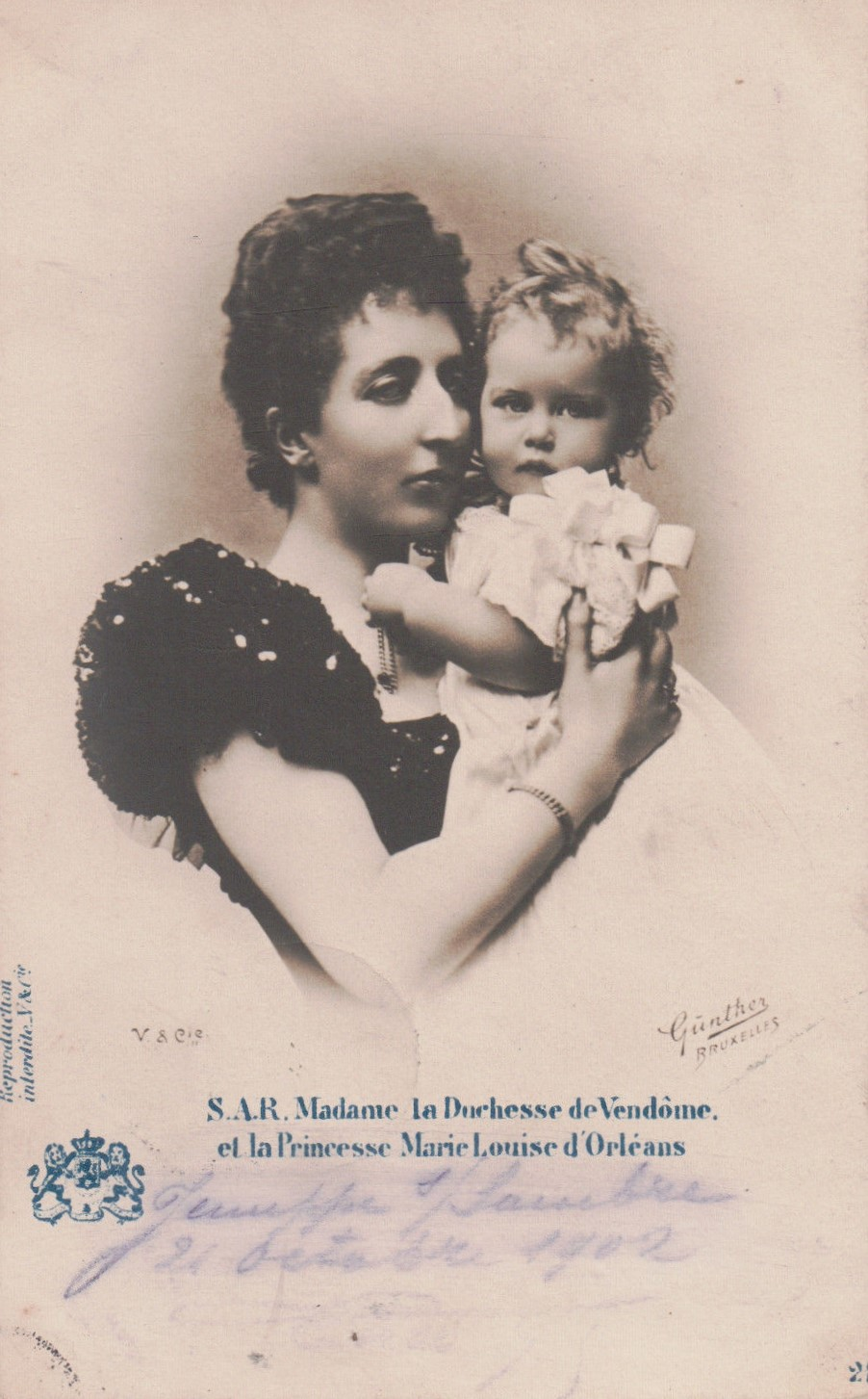
Henriqueta com a filha mais velha, Maria Luísa, em 1898.

Em 4 de maio de 1897, a duquesa esteve presente no incêndio do Bazar de la Charité, onde morreu sua sogra, Sofia Carlota, irmã da imperatriz Isabel da Áustria.
Ela obteve permissão da Terceira República Francesa para morar em Lugrin, próximo a fronteira suíça, no Castelo de Blonay, em Chablais, com vista para o Lago de Genebra. A duquesa formou um pequeno círculo composto de senhores e personalidades que passavam pela região, como o visconde Clément de Maugny, que inspirou o personagem de Robert de Saint-Loup em La Recherche e, talvez, Marcel Proust.
Em 1908, Henriqueta acompanhou o marido em uma expedição às Montanhas Rochosas para caçar ursos-cinzentos.

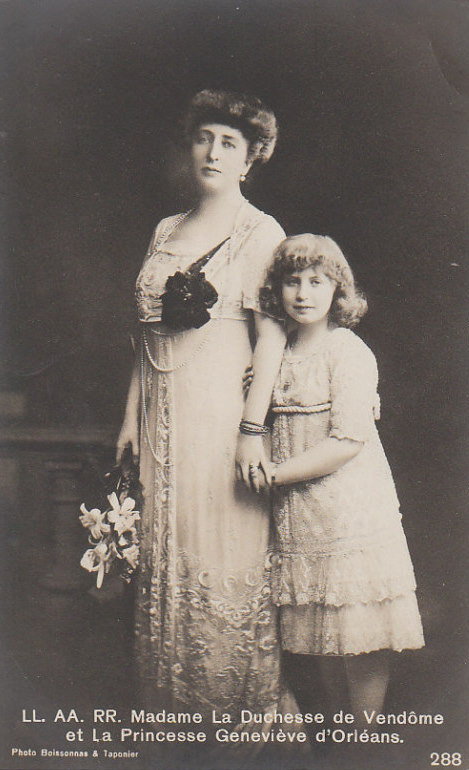
Henriqueta e sua filha, Genoveva, c. 1910.

A duquesa costumava fazer visitar reais pelo seu irmão, o rei, e em 1914, visitou um hospital em Neuilly que tratava de tropas americanas. No mesmo ano, ela e a cunhada, Isabel da Baviera, Rainha dos Belgas, escreveram duas cartas para a comissão americana que ajudava a Bélgica desde a ocupação na Primeira Guerra Mundial pelos alemães, os agradecendo e pedindo mais doações para o país.
Henriqueta e Emanuel foram casados por quase 35 anos, até a morte dele, em 1 de fevereiro de 1931.
Henriqueta comentou e publicou o diário da rainha francesa Maria Amélia de Nápoles e Sicília. Em 1942, escreveu o texto Madame Élisabeth de France. Ela também usava da técnica de aquarela para ilustrar livros. 
A princesa faleceu em 28 de março de 1948, aos 77 anos. Foi sepultada na Capela Real de Dreux.

## Descendência
- Maria Luísa de Orleães (31 de dezembro de 1896 – 8 de março de 1973), seu primeiro marido foi Filipe de Bourbon-Duas Sicílias, com quem teve um filho. Depois do divórcio, casou-se com Walter Kingsland, mas não teve mais filhos;
- Sofia Josefina Luísa Maria Imaculada Gabriela Filipa de Orleães (19 de outubro de 1898 – 9 de outubro de 1928), não se casou e nem teve filhos;
- Genoveva Maria Joana Francisca Chantal Mônica Luísa Alberta Josefina Gabriela Emanuela Henriqueta de Orleãs (21 de setembro de 1901 – 22 de agosto de 1983), foi esposa de Antoine Marie François de Chaponay, Marquês de Chaponay-Morance, com quem teve dois filhos;
- Carlos Filipe de Orleães (4 de abril de 1905 – 10 de março de 1970), duque de Némours, Vendôme e Alençon. Foi marido de Marguerite Watson. Sem descendência.

## Títulos, estilo e honras
- 30 de novembro de 1870 – 12 de fevereiro de 1896: Sua Alteza Real Princesa Henriqueta da Bélgica, Princesa de Saxe-Coburgo-Gota, Duquesa da Saxônia
- 12 de fevereiro de 1896 – 1 de fevereiro de 1931: Sua Alteza Real a Duquesa de Vendôme

### Honras
- França: Medalha de Reconhecimento Francesa - 13 de junho de 1919
- Reino da Baviera: Dama da Ordem de Santa Isabel